# Texels Belang
Texels Belang (TB) is een Nederlandse lokale politieke partij in de gemeente Texel. TB deed in 1966 voor het eerst mee met de gemeenteraadsverkiezingen. De partij zit met drie zetels in de gemeenteraad. Fractieleider is Joop Groeskamp. Samen met Willem Vlas zit hij op dit moment voor Texels Belang in de gemeenteraad.